# ۴۹۸ (خورشیدی)
۴۹۸ چهارصد و نود و هشتمین سال هجری خورشیدی است.